# Alessandro Riario
Alessandro Riario (ur. 3 grudnia 1543 w Bolonii, zm. 18 lipca 1585 w Rzymie) – włoski kardynał.

## Życiorys
Urodził się 3 grudnia 1543 w Bolonii, jako syn Giulia Riaria i Isabelli Pepoli. Studiował na Uniwersytecie Padewskim i Bolońskim, gdzie uzyskał doktorat utroque iure. Po studiach został protonotariuszem apostolskim i referendarzem Najwyższego Trybunału Sygnatury Apostolskiej. 8 listopada 1570 roku został wybrany łacińskim patriarchą Aleksandrii, a 24 sierpnia 1572 roku przyjął sakrę. 21 lutego 1578 roku został kreowany kardynałem prezbiterem i otrzymał kościół tytularny Santa Maria in Ara Coeli. W 1580 roku został legatem a latere przed Filipem II. Rok później został objął tę samą funkcję w Portugalii i został prefektem Trybnału Sygnatury Sprawiedliwości. Zmarł 18 lipca 1585 roku w Rzymie.